# Tekstschrijver
Een tekstschrijver of tekstschrijfster ook copywriter, is een persoon die beroepsmatig een schrijver van teksten van diverse aard is, zoals bij muziek, voor theaterstukken,  cabaretvoorstellingen of bij een documentaire, maar ook van teksten die bedoeld zijn als voorlichting, reclame of speeches.
Een schrijver van reclameteksten wordt meestal copywriter genoemd. Een schrijver van liedteksten wordt doorgaans een tekstdichter of songwriter/liedjesschrijver genoemd. Een tekstschrijver voor toneel en televisie wordt meestal scenarioschrijver of scriptschrijver genoemd. Een ghostwriter schrijft persoonlijk getinte teksten, zoals romans voor schrijvers met (tijdelijk) weinig tijd, inspiratie of talent, en toespraken voor bedrijfsleiders, bestuurders en politici.
Tot 2002 bood Hogeschool InHolland (Diemen, Nederland) de hbo-opleiding Tekstschrijven aan. Daarna ging deze op in de algemene opleiding Communicatie. Sindsdien bestaat er in Nederland en Vlaanderen geen specifieke opleiding om tekstschrijver te worden. Wel hebben de meeste tekstschrijvers een sterke affiniteit met taal en doorgaans verwante opleidingen, zoals Journalistiek of Communicatie, gevolgd.
Een vooropleiding is echter niet noodzakelijk om tekstschrijver te worden, omdat het een ongereglementeerd beroep is.